# Luz Pozo Garza
Luz Pozo Garza   (Ribadeo, 21 de juliol de 1922 - la Corunya, 20 d'abril de 2020) fou una poetessa gallega i membre numerària de la Real Academia Galega.
En 1936 es va traslladar a Lugo, on el seu pare va ser perseguit pel feixisme, i després a Lareche (el Marroc). De tornada a Galícia, es va instal·lar a Viveiro. Va cursar estudis de música, de magisteri i de filologia romànica, aquests últims a la Universitat d'Oviedo. Residia a Vigo, on va ocupar la càtedra de literatura espanyola en un institut. Va col·laborar en un gran nombre de publicacions literàries, i va dirigir amb el seu espòs, Eduardo Moreiras, la revista de poesia i crítica Nordés.
Luz Pozo va iniciar la seva obra poètica en castellà, però a poc a poc va anar prenent opció clara a favor del gallec, llengua en què va publicar l'any 1952 O paxaro na boca. Uns altres poemaris seus són Últimas palabras/Verbas derradeiras (1975), Concerto de outono (1981), Códice calixtino (1986), Prometo a flor de loto (1992), Vida secreta de Rosalía (1996), en homenatge a l'obra de la gran poeta gallega que també seria objecte del seu discurs d'entrada a l'Acadèmia, Medea en Corinto (2002), As arpas de Iwerddon (2005), As vodas palatinas (2005), Deter o día cunha flor (2009), pel qual va guanyar el Premi de la Crítica de poesia gallega, Sol de medianoche (2014) o Rosa tántrica (2016).
Com a assagista va publicar A bordo de "Barco sin luces", Galicia ferida (A visión de Luís Seoane) (1994) i Álvaro Cunqueiro i "Herba de aquí e acolá" (1991).
El seu últim llibre va ser Pazo de Tor (2019), un homenatge a les seves arrels familiars.

## Reconeixements
La seva obra ha rebut el premi a la creació femenina de la Consellería de Cultura de la Xunta de Galicia (1991), la Medalla Castelao (1995), el Premi Laxeiro (2013) i el de Cultura Galega das Letras de la Xunta de Galicia (2013).
El 1950 fou nomenada membre de la Real Academia Galega, de la qual fou numerària a partir de 1996 i vicesecretària entre els anys 1997 i 2001.
El gener de 2020 fou nomenada filla predilecta de Ribadeo.